# Rui Pinto
Rui Pinto (als Rui Pedro Gonçalves Pinto) (* 20. Oktober 1988 in Mafamude, Vila Nova de Gaia) ist ein portugiesischer Whistleblower.

## Leben
Pinto stammt aus der Stadt Vila Nova de Gaia, nach eigenen Angaben lernte er bereits vor dem Schulalter durch das Fußballschauen lesen und schreiben. Sein Vater arbeitete als Schuhdesigner, seine Mutter starb an einer Krebserkrankung, als Pinto elf Jahre alt war. Er sei „seit Kindesbeinen Fußballfan“, sagte Pinto in einem Gespräch mit dem Spiegel. Nach dem Schulabschluss nahm er ein Studium im Fach Geschichte auf, welches er jedoch abbrach. Im Laufe des Studiums legte er ein Auslandssemester in Budapest ein.
Unter dem Tarnnamen „John“ spielte Pinto dem Spiegel mehr als 70 Millionen Dokumente zu, die teils als „streng vertraulich“ eingestuft worden waren. Darunter waren Verträge, Sponsorenvereinbarungen, interne Gutachten und Kommunikationsverkehr von Fußballverbänden, -vereinen und Einzelpersonen der Fußballwelt. Pinto, der im Herbst 2015 die Internetseite Football Leaks ins Leben rief, wurde vom Spiegel als „der Mann hinter Football Leaks“ bezeichnet, gab selbst aber an, nicht die einzige Person zu sein, die derartige Dokumente beschafft habe. Als Grund für sein Handeln gab er an, „so viele Missstände wie möglich“ aufdecken zu wollen. Wie er an die Daten kam, teilte er nicht mit.
Im November 2018 wurde er im Rahmen von Ermittlungen gegen Fußballvereine und -spieler erstmals in Paris von Beamten der französischen Strafverfolgungsbehörde für Wirtschafts- und Finanzdelikte (Parquet national financier) befragt und verhandelte ebenfalls über die Möglichkeit der Aufnahme in ein französisches Zeugenschutzprogramm. Am Abend des 16. Januar 2019 wurde Pinto in Budapest festgenommen, nachdem die portugiesische Staatsanwaltschaft einen europäischen Haftbefehl beantragt hatte. Pinto gab an, seit Herbst 2018 Morddrohungen erhalten zu haben. Am 5. März 2019 ordnete ein Gericht in Budapest die Auslieferung des Portugiesen an sein Heimatland an. Ihm wird von der portugiesischen Justiz vorgeworfen, im Herbst 2015 versucht zu haben, das Unternehmen Doyen zu erpressen, außerdem wird er beschuldigt, in zwei Fällen Cyberkriminalität begangen zu haben. Am 21. März 2019 wurde Pinto von Ungarn an Portugal ausgeliefert. Öffentliche Unterstützung erhielt Pinto von der sozialistischen EU-Abgeordneten Ana Gomes sowie dem im Rahmen von Enthüllungen von umstrittenen Steuerabsprachen in Luxemburg bekannt gewordenen Franzosen Antoine Deltour. Sie betonten das öffentliche Interesse an Pintos Arbeit, die nicht kriminalisiert werden dürfe. Im September 2019 erhob die Generalstaatsanwaltschaft Lissabon Anklage gegen Rui Pinto und warf ihm unter anderem vor, unrechtmäßig in die Computernetzwerke der Staatsanwaltschaft, von Fußballvereinen sowie -verbänden, Anwälten und Spielerberatungsunternehmen eingedrungen zu sein. Pinto bezweifelte im Dezember 2019, dass ihn ein faires Verfahren erwarte, er rechnete damit, dass der Fall vor dem Europäischen Gerichtshof für Menschenrechte landen würde. Im Januar 2020 wurde seitens der portugiesischen Justiz die Eröffnung eines Verfahrens gegen Pinto bekanntgegeben, ohne einen Zeitpunkt für den Beginn des Prozesses mitzuteilen. Die zuständige Richterin sprach ihm ab, ein Whistleblower zu sein, da Pinto „nicht in gutem Glauben gehandelt“ habe. Ihn gegen eine Kaution auf freien Fuß zu setzen, lehnte die Richterin ab.
Pinto ließ im Januar 2020 über seinen Anwalt mitteilen, dass er auch für die im selben Monat veröffentlichten, in der Presse als Luanda Leaks bezeichneten Veröffentlichungen um das Korruptionsnetzwerk um Isabel dos Santos verantwortlich sei. Im April 2020 wurde er aus der Untersuchungshaft entlassen und in einen Hausarrest überführt, nachdem er sich zur Zusammenarbeit mit der Justiz entschlossen hatte. Er wurde in ein Zeugenschutzprogramm aufgenommen. Im September 2023 wurde Pinto wegen unerlaubten Zugriffs auf IT-Systeme, wegen Verletzung des Kommunikationsgeheimnisses und wegen versuchter Erpressung des Investmentfonds Doyen Sports zu vier Jahren Haft auf Bewährung verurteilt. Im November 2023 verurteilte ihn ein Gericht in Paris wegen des unrechtmäßigen Zugriffs auf E-Mail-Postfächer von Funktionären des Vereins Paris Saint-Germain zu einer sechsmonatigen Bewährungsstrafe.
Im Januar 2025 begann in Lissabon ein weiteres Gerichtsverfahren mit 242 Anklagepunkten gegen Rui Pinto. Ihm wurde unter anderem zur Last gelegt, sich Zugang zu E-Mail-Postfächern des Vereins Benfica Lissabon, der portugiesischen Fußballliga und der Finanzbehörde verschafft zu haben.